# 불키엠데현

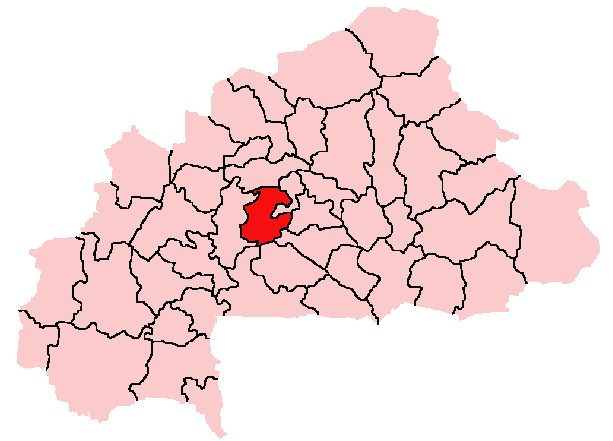
불키엠데현의 위치

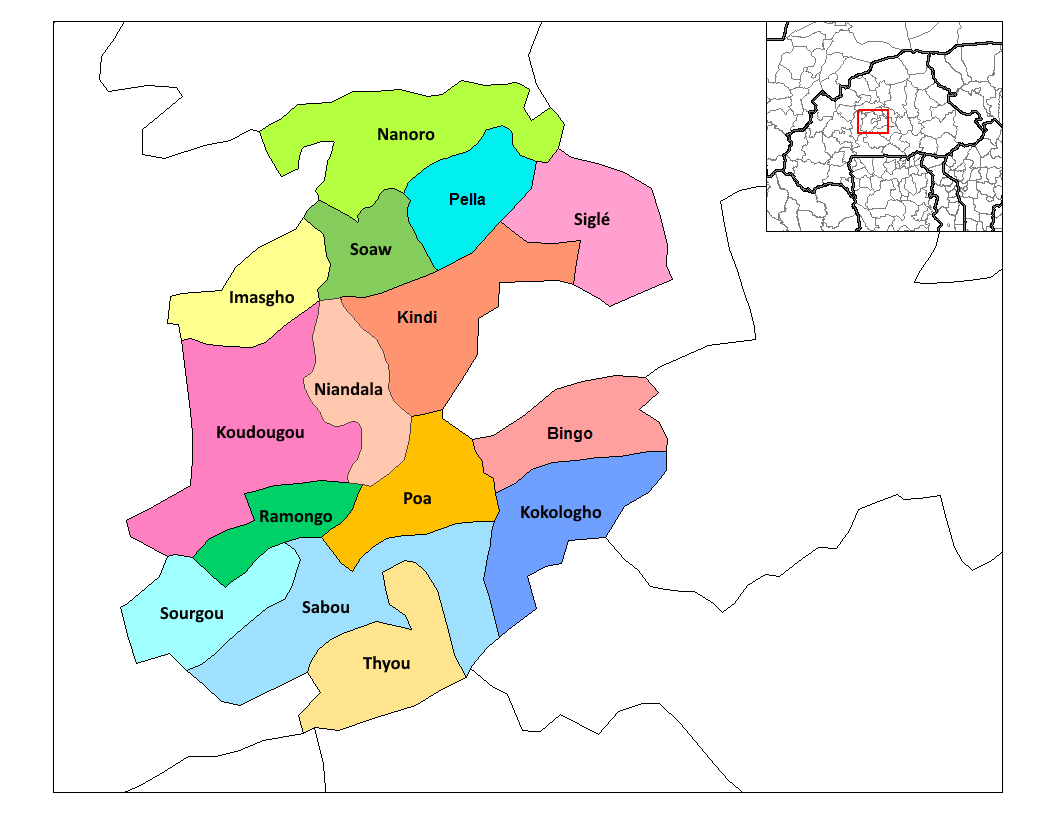
불키엠데현의 행정 구역

불키엠데현(프랑스어: Boulkiemdé)는 부르키나파소 중서부주에 위치한 현으로, 현도는 쿠두구이며 면적은 4,269km2, 인구는 498,008명(2006년 기준)이다. 13개 군(빙고군, 이마스고군, 킨디군, 코콜로고군, 쿠두구군, 난디알라군, 나노로군, 펠라군, 포아군, 라몽고군, 사부군, 시글레군, 소아우군, 수르구군, 티우군)을 관할한다.

## 같이 보기
- 부르키나파소의 주
- 부르키나파소의 현